# Chrysocraspeda flavimaculata
Chrysocraspeda flavimaculata là một loài bướm đêm trong họ Geometridae.